# Xenofrea picta
Xenofrea picta là một loài bọ cánh cứng trong họ Cerambycidae.